# Comuna Zvîneace, Horohiv
Zvîneace (în ucraineană Звиняче) este o comună în raionul Horohiv, regiunea Volînia, Ucraina, formată din satele Krasiv și Zvîneace (reședința).

## Demografie
Componența lingvistică a satului Zvîneace
     Ucraineană (98,99%)
     Rusă (1,01%)
Conform recensământului din 2001, majoritatea populației satului Zvîneace era vorbitoare de ucraineană (98,99%), existând în minoritate și vorbitori de rusă (1,01%).